# Entomophthora philippinensis
Entomophthora philippinensis är en svampart som beskrevs av Villac. & Wilding 1994. Entomophthora philippinensis ingår i släktet Entomophthora och familjen Entomophthoraceae.   Inga underarter finns listade i Catalogue of Life.